# Nangai Tayau Satu
Nangai Tayau Satu is een bestuurslaag in het regentschap Lebong van de provincie Bengkulu, Indonesië. Nangai Tayau Satu telt 636 inwoners (volkstelling 2010).